# 藤井保彦
藤井 保彦（ふじい やすひこ、1943年4月5日 - ）は、日本の物理学者。学位は、理学博士。東京大学名誉教授。専門は、物性物理実験（中性子・Ｘ線散乱による構造物性研究）。

## 人物・略歴
広島大学附属福山高等学校を卒業後、大阪大学理学部へ入学。同大学院へ進学するも就職のため博士課程を中退。その後、筑波大学教授、東京大学物性研究所教授を経て退官。その後、独立行政法人日本原子力研究開発機構量子ビーム応用研究部門長、財団法人総合科学研究機構東海事業センター長を務め、一般社団法人日本物理学会副会長を経て、会長に就任する。
- 1962年 - 広島大学附属福山高等学校 卒業
- 1966年 - 大阪大学理学部物理学科 卒業
- 1968年 - 大阪大学大学院理学研究科物理学専攻修士課程 修了
- 1970年 - 大阪大学大学院理学研究科物理学専攻博士課程 中退
- 1970年 - 東京大学物性研究所助手
- 1973年 - 理学博士(大阪大学)　　論文の題は「Neutron scattering study on soft phonon modes in CsPbCl3 (中性子散乱によるCsPbCl3のソフトフォノンモードの研究) 」[2]。
- 1979年 - ブルックヘブン国立研究所物理部門副主任研究員
- 1981年 - 大阪大学基礎工学部物性物理工学科助教授
- 1988年 - 筑波大学物質工学系教授
- 1992年 - 東京大学物性研究所教授
- 1992年 - 日米科学技術協力事業「中性子散乱」日本側代表（～2004年3月）
- 1993年 - 東京大学物性研究所附属中性子散乱研究施設長（併任）
- 2000年 - 国際結晶学連合IUCr中性子散乱部会長（～2003年7月）
- 2001年 - 日本中性子科学会長（～2005年3月）
- 2003年 - 東京大学物性研究所附属中性子科学研究施設教授（改組）兼日本原子力研究所中性子利用研究センター長（非常勤）
- 2004年 - 東京大学退官
- 2004年 - 日本原子力研究所中性子利用研究センター長（特別研究員）
- 2004年 - 東京大学名誉教授
- 2005年 - 改組により独立行政法人日本原子力研究開発機構量子ビーム応用研究部門・副部門長（特別研究員）
- 2007年 - 独立行政法人日本原子力研究開発機構量子ビーム応用研究部門長
- 2010年 - 財団法人総合科学研究機構東海事業センター長
- 2011年 - 日本学術会議連携会員（～2017年9月）
- 2011年 - 国際純粋・応用物理学連合 C10部会長（～2014年10月）
- 2012年 - アジア・オセアニア中性子散乱協会長（～2013年12月）
- 2014年 - 一般社団法人日本物理学会副会長（～2015年3月）
- 2015年 - 一般社団法人日本物理学会会長

## 著書
- 実験環境技術(丸善実験物理学講座) - 丸善(共著・編集)
- 構造解析(丸善実験物理学講座) - 丸善(単著・編集)
- X線・中性子の散乱理論入門 - 森北出版(共著・翻訳)